# Amaranthus scleropoides
Amaranthus scleropoides är en amarantväxtart som beskrevs av Edwin Burton Uline och W. L. Bray. Amaranthus scleropoides ingår i släktet amaranter, och familjen amarantväxter. Inga underarter finns listade i Catalogue of Life.